# Soissons-sur-Nacey
Soissons-sur-Nacey – miejscowość i gmina we Francji, w regionie Burgundia-Franche-Comté, w departamencie Côte-d’Or.
Według danych na rok 1990 gminę zamieszkiwało 216 osób, a gęstość zaludnienia wynosiła 28 osób/km² (wśród 2044 gmin Burgundii Soissons-sur-Nacey plasuje się na 696. miejscu pod względem liczby ludności, natomiast pod względem powierzchni na miejscu 1062.).